# Janet Rotblatt
Pour les articles homonymes, voir Rotblatt.
Janet Rotblatt est une actrice américaine.

## Filmographie
- 1984 : Exterminator 2 : Mom
- 1984 : La Ligne de chance ("Rituals") (série TV) : Martha (1984-1985)
- 1986 : When the Bough Breaks (TV) : Secretary / Nurse
- 1986 : La Loi de Murphy (Murphy's Law) : Mrs. Vincenzo
- 1986 : Y a-t-il quelqu'un pour tuer ma femme? (Ruthless People) : Secretary to Chief of Police
- 1986 : Under the Influence (TV) : Miss Seaver
- 1986 : Wisdom : Elderly Lady on Street
- 1987 : The Spirit (TV)
- 1987 : In the Mood : Angry Neighbor #2
- 1988 : Randonnée pour un tueur (Shoot to Kill) : Mrs. Berger
- 1990 : The Gumshoe Kid : Clara Mapes
- 1991 : Meurtre au 101 (Murder 101) (TV) : Millie
- 1993 : Drôles de fantômes (Heart and Souls) : Mrs. Brodsky
- 1995 : The Computer Wore Tennis Shoes (TV) : Prof. Goldstein
- 1996 : Dangereuse alliance (The Craft) : Homeroom Teacher
- 1997 : Casper, l'apprenti fantôme (Casper: A Spirited Beginning) (TV) : Little Old Lady
- 1998 : Waiting for Dr. MacGuffin : Valda
- 2000 : The Beach Boys: An American Family (en) (TV) : Grandma Edith Wilson
- 2001 : The Jennie Project (TV) : Mrs. Palliser
- 2003 : À la conquête d'un cœur (Love Comes Softly) (TV) : une femme dans un chariot
- 2004 : Murder Without Conviction (TV) : Selma Franklin
- 2005 : Detective (TV) : Rose Tempone
- 2006 : Open Window : Sophie